# UCI America Tour
Az UCI America Tour egy országúti kerékpáros versenysorozat, melyet a Nemzetközi Kerékpáros Szövetség (UCI) rendez meg 2005 óta. Az UCI Continental Circuits része. A versenyek a rangsorban a ProTour alatt helyezkednek el, tulajdonképpen ez az országúti kerékpársport "másodosztálya" Amerikában.

## Csapatok
Az UCI ProTour 2005-ös megalakulása óta a korábbi GSII-es csapatokat profi kontinentálisnak, míg a korábbi GSIII-as csapatokat kontinentálisnak hívják.
Profi kontinentális csapatok
| UCI-kód | Hivatalos név                     | Ország |
| ------- | --------------------------------- | ------ |
| CSM     | SpiderTech–C10                    | CAN    |
| COL     | Colombia–Coldeportes              | COL    |
| TT1     | Team Type 1–Sanofi                | USA    |
| UHC     | UnitedHealthcare Pro Cycling Team | USA    |

Kontinentális csapatok
| UCI-kód | Hivatalos név                                 | Ország |
| ------- | --------------------------------------------- | ------ |
| SLS     | San Luis Somos Todos                          | ARG    |
| DAT     | Clube DataRo de Ciclismo                      | BRA    |
| FUN     | Funvic–Pindamonhangaba                        | BRA    |
| RCT     | Real Cycling Team                             | BRA    |
| EKG     | Ekoi.com–Gaspesien                            | CAN    |
| COD     | Colombia–Comcel                               | COL    |
| EPM     | EPM–Une                                       | COL    |
| GOB     | Gobernación de Antioquia-Indeportes Antioquia | COL    |
| MOT     | Movistar Continental Team                     | COL    |
| FUN     | Start Cycling Team–Atacama Flowery Desert     | PAR    |
| BHD     | BMC–Hincapie Sportswear Development Team      | USA    |
| TLS     | Bontrager-Livestrong Team                     | USA    |
| CDT     | Chipotle Development Team                     | USA    |
| JSH     | Jamis–Sutter Home                             | USA    |
| JBC     | Jelly Belly                                   | USA    |
| KPC     | Kenda–5–hour Energy Cycling Team              | USA    |
| XRG     | Team Exergy                                   | USA    |
| TMK     | Team Mountain Khakis–Smartshop                | USA    |
| OPT     | Team Optum–Kelly Benefit Strategies           | USA    |
| WPC     | Wonderful Pistachios                          | USA    |

## Korábbi győztesek
| Év        | Egyéni győztes Név | Egyéni győztes Ország | Egyéni győztes Csapat                           | Nemzetek győztese | Csapatverseny győztese                          |
| --------- | ------------------ | --------------------- | ----------------------------------------------- | ----------------- | ----------------------------------------------- |
| 2004–2005 | Edgardo Simon      | ARG                   | Selle Italia-Colombia                           | BRA               | Health Net Presented by Maxxis                  |
| 2005–2006 | José Serpa         | COL                   | Selle Italia-Serramenti Diquigiovanni           | COL               | Selle Italia-Serramenti Diquigiovanni           |
| 2006–2007 | Svein Tuft         | CAN                   | Symmetrics Professional Cycling Team            | COL               | Symmetrics Professional Cycling Team            |
| 2007–2008 | Manuel Medina      | VEN                   |                                                 | USA               | Team Garmin-Chipotle                            |
| 2008–2009 | Gregorio Ladino    | COL                   | Tecos de la Universidad Autónoma de Guadalajara | VEN               | Serramenti PVC Diquigiovanni-Androni Giocattoli |
| 2009–2010 | Gregorio Ladino    | COL                   | Tecos de la Universidad Autónoma de Guadalajara | COL               | Funvic-Pindamonhangaba                          |
| 2010–2011 | Miguel Ubeto       | VEN                   |                                                 | COL               | Epm-Une                                         |
| 2011–2012 | Rory Sutherland    | AUS                   | UnitedHealthcare Pro Cycling Team               | COL               | Funvic-Pindamonhangaba                          |
| 2012–2013 |                    |                       |                                                 |                   |                                                 |